# Mi basta così
Mi basta così è il terzo album di Adriano Pappalardo, pubblicato a maggio del 1975.
Non è mai stato ristampato su CD.

## Il disco
Il terzo album del cantautore pugliese segna il suo passaggio dalla Numero Uno alla RCA Italiana.
Il disco include tre cover:
- Ai miei figli che dirò, versione in italiano di Knockin' on Heaven's Door di  Bob Dylan con testo curato da Amerigo Paolo Cassella;
- Dolcemente, cover di Love Me Tender di Elvis Presley, adattata da Mario Panzeri;
- Il suono del silenzio, traduzione di The Sound of Silence di Paul Simon a cura di Bruno Lauzi, in origine destinata a: Simon, album di Lauzi interamente dedicato al cantautore statunitense, ma da quello poi esclusa.

La title track fu anche pubblicata su un 45 giri il cui lato B, Isole azzurre, è inedito su LP.

## Tracce
Lato A
1. Mi basta così – 3:36 (testo: Luigi Albertelli – musica: Bruno Tavernese)
2. Ai miei figli che dirò (Knockin' on Heaven's Door) – 3:16 (testo: Paolo Amerigo Cassella – musica: Bob Dylan)
3. No signori! – 4:21 (testo: Alberto Salerno – musica: Adriano Pappalardo, Claudio Fabi)
4. Dolcemente (Love Me Tender) – 5:50 (testo: Mario Panzeri – musica: Ken Darby accreditato: "Vera Matson")

Lato B
1. Non si può – 5:17 (testo: Albertelli – musica: Tavernese)
2. Schik-na-na schik-na-ue – 3:34 (testo: Albertelli – musica: Tavernese)
3. Il suono del silenzio (The Sound of Silence) – 6:21 (testo: Bruno Lauzi – musica: Paul Simon)

## Formazione
- Adriano Pappalardo – voce
- Silvano D'Auria – tastiera
- Billy Zanelli – basso
- Pietro Rapelli – batteria
- George Pentzikis – tastiera
- Roberto Rosati – chitarra
- Luciano Ciccaglioni – chitarra
- Adriano Giordanella – percussioni
- Gaetano Zocconali – flicorno
- Nicola Samale – flauto
- Edda Dell'Orso – voce in Dolcemente e in Non si può
- Baba Yaga – cori in Schik-na-na Schik-na-ue